# Martin Pucher

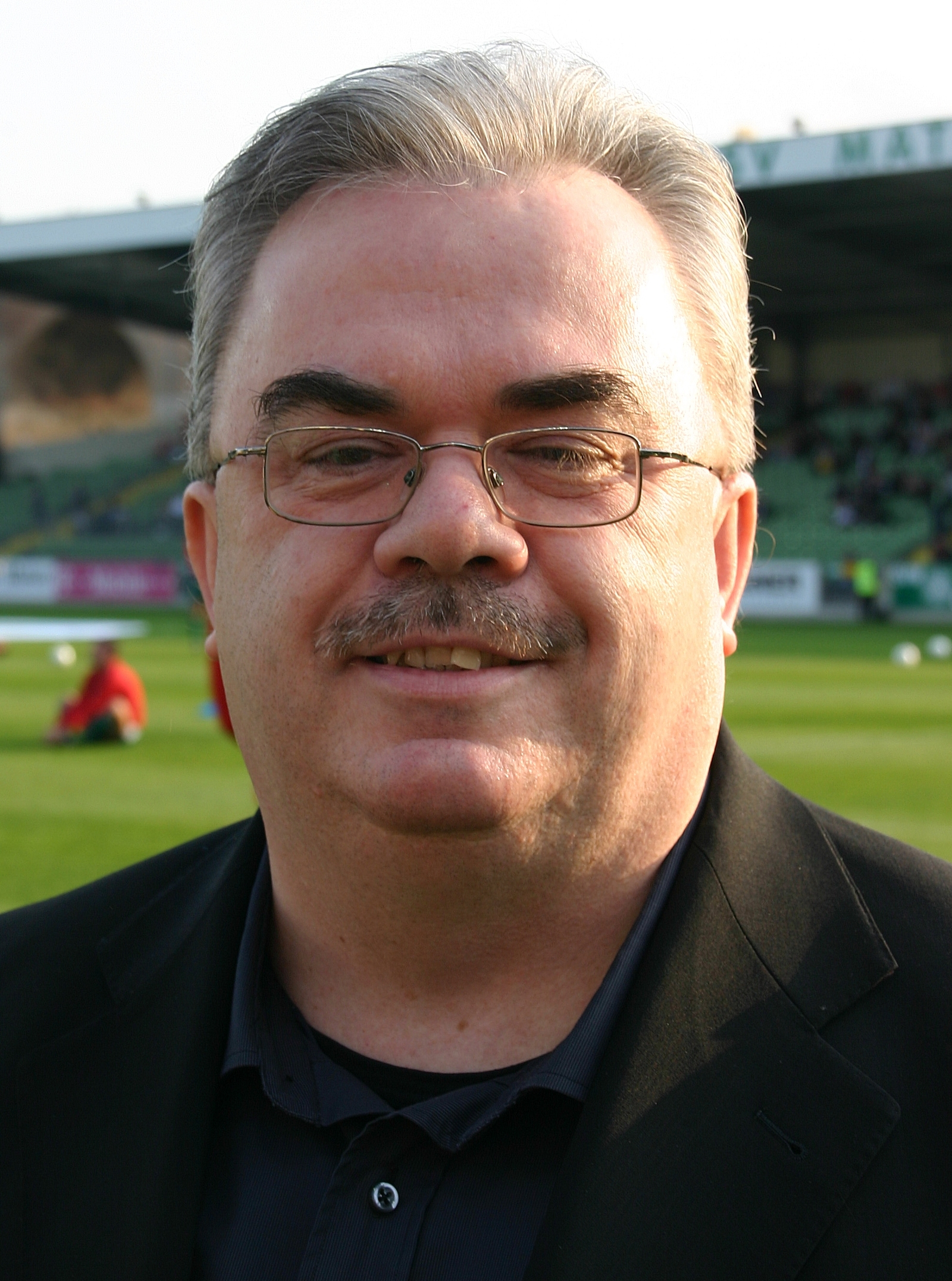
Martin Pucher (2009)

Martin Pucher (* 22. Februar 1956 in Wiener Neustadt) ist ein ehemaliger österreichischer Bankier und Präsident des insolventen SV Mattersburg sowie der Fußball-Bundesliga-Österreich.
Er ist Hauptverantwortlicher des Betrugs bei der dann geschlossenen Commerzialbank Mattersburg ab 2020, in dessen Zuge sich heraus stellte, dass rund 600 Millionen Euro (mehr als die Hälfte der angegebenen Bilanzsumme) nicht existierte. Der Konkurs der Bank gilt als drittgrößter Insolvenzfall der österreichischen Wirtschaftsgeschichte.

## Commerzialbank Mattersburg im Burgenland
Pucher war bis 1995 Leiter der 1929 gegründeten „Raiffeisenbank Schattendorf-Zemendorf-Stöttera-Krensdorf-Hirm-Loipersbach-Draßburg-Baumgarten reg.Gen.m.b.H.“ mit Sitz in Schattendorf, danach Vorstandsvorsitzender der von ihm gegründeten Regionalbank Commerzialbank Mattersburg.
Die Finanzmarktaufsichtsbehörde FMA untersagte der Commerzialbank Mattersburg wegen des Verdachtes auf Bilanzfälschungen am 14. Juli 2020 der Bank den Geschäftsbetrieb mit sofortiger Wirkung. Pucher trat einen Tag später als deren Vorstandsvorsitzender zurück. Laut ersten Angaben war die Bilanz des Geldhauses um rund 500 Millionen Euro – nach den Ermittlungen wurden 2025 rund 600 Millionen angenommen (mehr als die Hälfte der angegebenen Bilanzsumme) frisiert worden. Entsprechende Guthaben (sogenannte Interbankeinlagen) der Commerzialbank Mattersburg bei anderen österreichischen Banken existierten nicht, die zugehörigen Belege waren gefälscht. Den Hauptteil des fraglichen Betrages machten vorgebliche Guthaben von je 40 bis 65 Millionen Euro bei mehreren großen österreichischen Banken aus.
Darüber hinaus wurden Kredite fingiert, um Zinseinnahmen vortäuschen zu können. Teilweise wurden unter den Namen realer Kunden der Bank Kredite eröffnet, teilweise wählten Pucher und die enge Mitarbeiterin Franziska Klikovits aber auch vollkommen unbeteiligte Personen aus öffentlichen Verzeichnissen aus. Von den laut Bilanz 350 Millionen Euro an Kundenkrediten wurden 180 Millionen Euro auf diese Art fingiert.
Ein Teil des durch Betrug erwirtschafteten Geldes soll auch über Sponsorings in den SV Mattersburg geflossen sein. Pucher gab an, vollumfänglich mit den Behörden kooperieren zu wollen. Nach Eröffnung des Konkursverfahrens über die Bank beantragte er aufgrund der an ihn gerichteten Schadenersatzforderungen Privatkonkurs.

## Prozess
Im Januar 2025 begann der erste große Commerzialbank-Prozess am Landesgericht Eisenstadt mit mehreren Geständnissen der fast 40 Beteiligten. Ex-Bankchef Martin Pucher war laut Gutachten wegen Krankheit nicht verhandlungsfähig, sein Verfahren wurde ausgeschieden. Angeklagt wurden die frühere Bankchefin Franziska Klikovits und drei Unternehmer. Die zahlungsunfähige Betriebe der Unternehmer sollen laut Wirtschafts- und Korruptionsstaatsanwaltschaft (WKStA) durch „unredliche Gewährung von Kreditmitteln“ und Übergabe von Bargeld aus der Kommerzialienbank „künstlich“ am Leben erhalten worden sein.
Vor Gericht gab Bankchefin Klikovits an, während sich Pucher „einen Fußballverein (den SV Mattersburg) gehalten“ und sich in dessen Erfolg gesonnt habe, habe sie mit der Betrugsumsetzung vor allem Arbeit gehabt. Sie habe dem damals angesehenen Bankchef als 19-jährige Mitarbeiterin 1985 einen ersten Gefallen getan und habe ihm seit dem dann weiter zugearbeitet. Bereits 1981 seien laut Klikovits erste „Fake-Konten“ angelegt worden.
Einer der Unternehmer gab an, er habe sich in wirtschaftlicher Abhängigkeit von Pucher befunden, der ihn mit Zuwendungen „angefüttert“ habe. Ein anderer angeklagter Unternehmer sagte aus, er habe Insolvenz beantragen wollen, aber Pucher habe ihm zugesichert, sein in finanzielle Schwierigkeiten geratenes Unternehmen zu retten. Dann habe sich Pucher aktiv in die Unternehmensführung eingemischt und dem Unternehmer Namen genannt, auf die er Rechnungen ausstellen sollte. Er habe sich die Adressen aus einem Telefonbuch gesucht und von Pucher dann Bargeld erhalten, welches er sofort wieder auf ein Kontokorrentkonto (Verrechnungskonto) bei der Kommerzialienbank Mattersburg eingezahlt habe.
Laut Anklage hat Pucher 39 Millionen Euro Bargeld aus Beständen des Banktresors zwischen 2007 und 2019 an die drei angeklagten Unternehmer übergeben.
Ein Seitenstrang des Prozesses war, dass ein Mitarbeiter der Bank nach einem Streit über einen Urlaubsanspruch die Bank verließ und Pucher mit seinem Wissen über die kriminellen Aktivitäten erpresst haben soll. Gemäß dem Vorwurf der WKStA soll er so zu 70.000 Euro gekommen sein. Klikovits soll das Geld aus dem Vermögen der Bank organisiert haben. In diesem Unterpunkt lautete die  Anklage gegen ihn auf Veruntreuung. Am 23. Januar 2025 wurde Pucher deshalb zu elf Monaten Haft, bedingt auf drei Jahre, seine Kollegin Klikovits zu acht Monaten, bedingt auf drei Jahre verurteilt.
Ein weiterer Aspekt der Prozesse gegen Pucher war, dass die Ermittlungen zeigten, dass ein früherer Mitarbeiter der Oesterreichischen Nationalbank (OeNB) Martin Pucher über bevorstehende Prüfungen der Bank informiert und dabei auch konkrete Themen benannt hatte. Dadurch sei eine längere sowie gezielte Vorbereitung durch Pucher und seine Komplizen ermöglicht worden. Die Effektivität der Bankenprüfung und Bankenaufsicht wurde dadurch massiv eingeschränkt, merkte die Wirtschafts- und Korruptionsstaatsanwaltschaft (WKStA) an. Laut Anklage handelte es sich um ein „fast schon ... systematisches Vorgehen“ bei Prüfungen in den Jahren 2015, 2017 und 2020 und damit „sämtliche Prüfungen in diesem Zeitraum bis zur Insolvenz der Bank“.
Im Februar 2025 wurden am Landesgericht die Urteile des Hauptprozesses gegen Ex-Bankvorständin Franziska Klikovits und drei Unternehmer verurteilt. Klikovits wurde dabei wegen Veruntreuung, Untreue, betrügerischer Krida sowie wegen Weitergabe gefälschter Zahlungsmittel zu sechs Jahren Haft verurteilt. Der Hauptbeschuldigte Pucher war nicht verhandlungsfähig und wurde deshalb nicht angeklagt.

## Fußball – SV Mattersburg
Pucher war ab 1988 Obmann des Fußballvereins SV Mattersburg. Unter seiner Führung und mit Sponsoring durch die Commerzialbank stieg der Klub von der fünftklassigen burgenländischen 2. Liga Mitte bis in die Bundesliga auf, wo er 2007 den dritten Platz erreichte. Wie sich im Jahre 2020 im Zuge des Bankenskandals herausstellte, dürfte ein Großteil des Sponsorings mittels fiktiver Konten und durch Manipulation realer Verträge in der Bank „erfunden“ worden sein. Nachdem die Suche nach einem neuen Hauptsponsor gescheitert war, beschloss der Verein, seine Bundesligalizenz zurückzulegen und den Spielbetrieb einzustellen.
Martin Pucher wurde am 2. Dezember 2005 interimistisch Präsident der Österreichischen Fußball-Bundesliga und damit Nachfolger von Frank Stronach, der dieses Amt seit 1999 innehatte. Am 1. März 2006 wurde er von den Vereinen der Bundesliga und der Ersten Liga in dieser Funktion bestätigt. Im November 2009 gab er bekannt, nicht erneut als Bundesliga-Präsident zu kandidieren und schlug als seinen Nachfolger Hans Rinner, den Präsidenten des SK Sturm Graz vor. Am 7. Dezember 2009 erfolgte im Rahmen der 13. Ordentlichen Hauptversammlung die Amtsübergabe.